# Zdymadlo Přelouč
Zdymadlo Přelouč je vodní dopravní stavba v úseku Střední Labe řeky Labe, která je ve správě státního podniku Povodí Labe. Nachází se na říčním kilometru 951,905 Evropské kilometráže (s nulou při ústí Labe do Severního moře), resp. na říčním kilometru 114,535 podle staré kilometráže, na severovýchodním okraji města Přelouč, po kterém je pojmenováno. Předchozí plavební stupeň je Zdymadlo Srnojedy, následující plavební stupeň je prozatím Zdymadlo Týnec nad Labem; vzhledem k tomu, že plánovaný následující stupeň Nová Přelouč není dosud vybudován, nemůže být plavební komora zdymadla Přelouč využívána k plavbě.
Vodní elektrárna s mostem, zdymadlo, most s ovládacími věžemi, jez, elektrárna čp. 139 a schodiště jsou současně souborem památkově chráněných objektů, zapsaným do Ústředního seznamu nemovitých kulturních památek ČR (číslo rejstříku ÚSKP 26996/6-5170).
Udržováním vzduté hladiny v jezové zdrži na kótě 209,19 m n. m. vodní dílo plní následující funkce: 
- zajišťuje potřebnou hloubku a vyhovující podmínky pro plavbu ve smyslu platné plavební vyhlášky,
- umožňuje odběry povrchové vody pro průmyslové a zemědělské využití,
- odtok vody z jezové zdrže slouží k výrobě elektrické energie v malé vodní elektrárně, která je součástí objektu.

## Jednotlivé části zdymadla
Hlavní objekty vodního díla jsou:
- jez
- plavební komora
- malá vodní elektrárna (se solární elektrárnou)
- součástí řešení zdymadla je i most

### Jez
Jez je tvořen dvěma poli světlosti 21,0 metrů, která jsou hrazená zdvižnými ocelovými tabulemi typu Stoney s nasazenými dutými úhlovými klapkami. Štěrková propust má šířku 6 metrů a je umístěna mezi levým jezovým polem a elektrárnou. Je hrazena dvojitým ocelovým stavidlem s hradicí výškou 4,80 metrů. Vedle štěrkové propusti směrem k vodní elektrárně se nachází ještě písková propust, která se ale v současnosti nepoužívá. Vtok do ní je hrazen dřevěným stavidlem. Celkový objem jezové zdrže je 1,6 miliónu krychlových metrů. Nominální vzdutá hladina je 209,19 m n. m. s povolenou tolerancí kolísání hladiny ±20 centimetrů.

### Plavební komora
Plavební komora je umístěna u pravého břehu Labe, její užitné rozměry jsou 85 × 12 × 3 metry. V horním i dolním ohlaví jsou nainstalována ocelová vzpěrná vrata. V roce 2007 byla na horním ohlaví instalována klapka k převodu zvýšených průtoků vodním dílem a proplavování plavební komorou. Plnění a prázdnění komory umožňuje levý boční obtok zaklenutého tvaru o rozměrech 1,60 × 2,20 metru, který je hrazen segmentovými uzávěry (k plnění lze použít také klapku). Kvůli chybějícímu následujícímu stupni není však plavební komora (jako jediná na celém Labi) k plavbě využívána.

### Malá vodní elektrárna (se solární elektrárnou)
Malá vodní elektrárna (MVE) je umístěna při levém břehu v těsné blízkosti štěrkové propusti a byla uvedena do provozu již v roce 1927. Původně byla vybavena čtyřmi Francisovými turbínami, které vyrobila firma Josef Prokop & synové z Pardubic. Dva turbogenerátory s původními turbínami jsou stále provozovány, ale dvě zbylá Francisova soustrojí byla v roce 2003 nahrazena vertikálními soustrojími s Kaplanovými turbínami. V současnosti je tak celková maximální hltnost 84 m3/s a celkový instalovaný výkon je 2340 kW. MVE Přelouč se svým výkonem řadí do podkategorie průmyslové MVE (nad 1 MW), podle režimu nakládání s vodou jde o MVE průtokovou, podle spádu jde o MVE nízkotlakou, protože pracuje na spádu menším než 4 metry.
Koncem roku 2009 (v rámci rekonstrukce střechy) byla malá vodní elektrárna doplněná o novou solární elektrárnu, kterou vybudovala společnost ČEZ Obnovitelné zdroje. Investiční náklady činily 5,1 milionu Kč. Solární elektrárna se skládá z 51 střešních fotovoltaických pasů EVALON V Solar 408, o rozměrech 100 × 550 centimetrů a má instalovaný výkonu 21 kW. Na jednom místě je tak vyráběna elektřina ze dvou druhů obnovitelných zdrojů.

### Most přes Labe
Součástí celkového stavebního řešení zdymadla Přelouč je též most. V centru města z ulice Pardubická (silnice I/2) odbočuje ulice Hradecká, která jako silnice II/333 pokračuje již na pravém břehu Labe do obce Břehy, přes několik dalších obcí do Lázní Bohdaneč (zde křižuje silnici I/36 ) a dále až na jihozápadní okraj Hradce Králové, kde se lze napojit na několik dalších silnice I. a II. třídy a též na (zatím stále nedokončenou) dálnici D11. Zdymadlo tedy je součástí poměrně významného dopravního spojení.       

## Fotogalerie

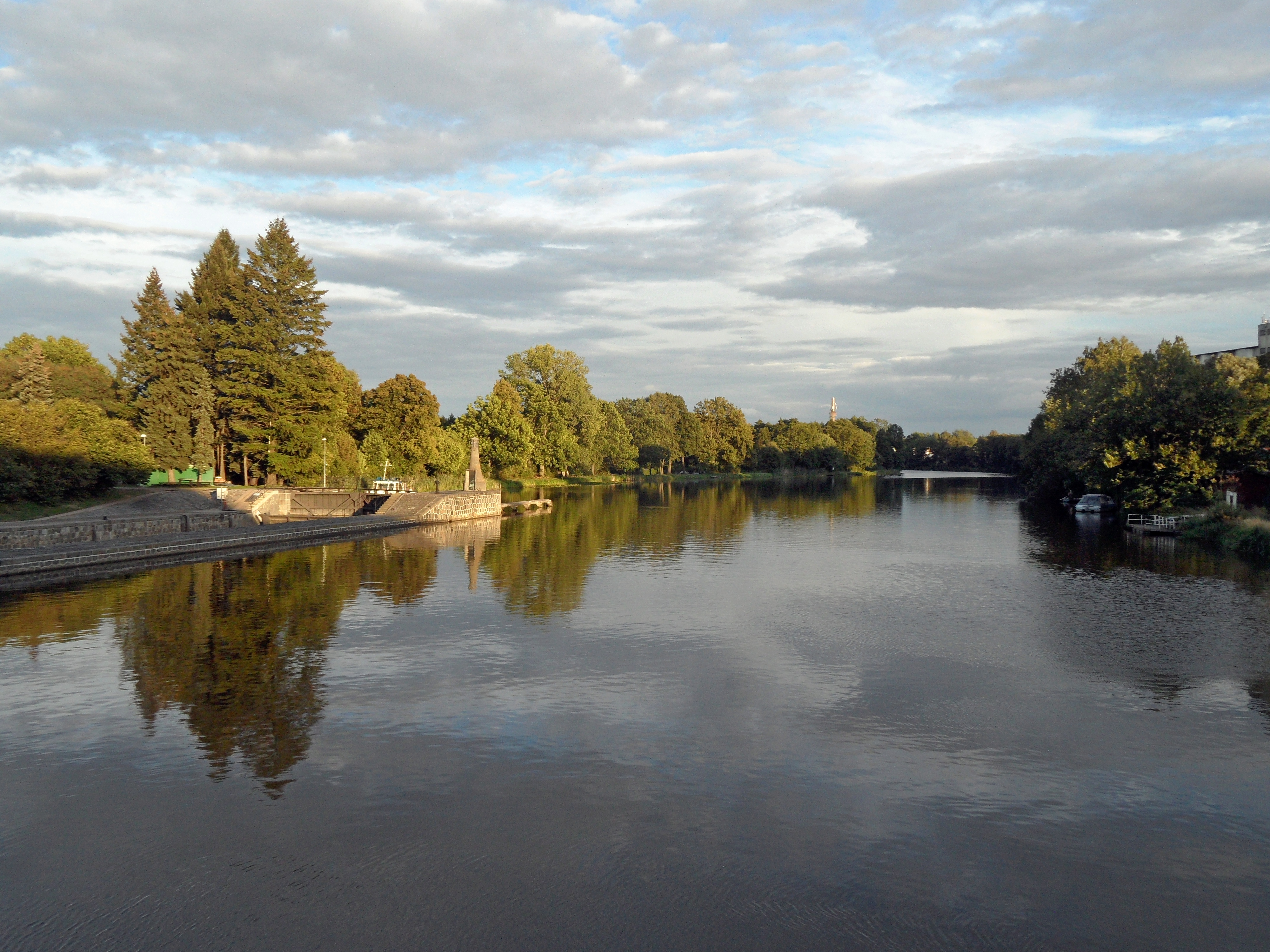
Labe těsně nad zdymadlem
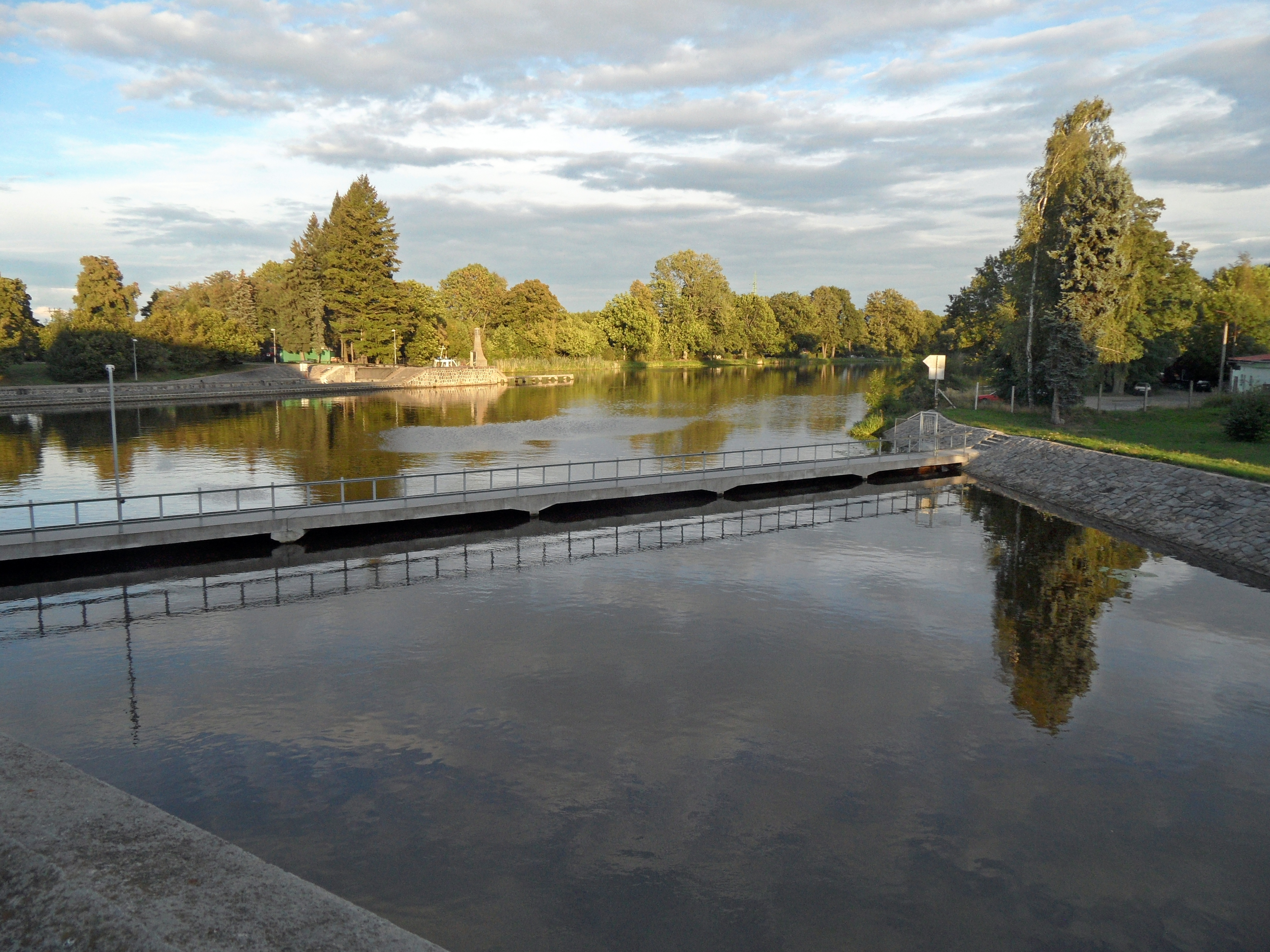
Horní část zdymadla
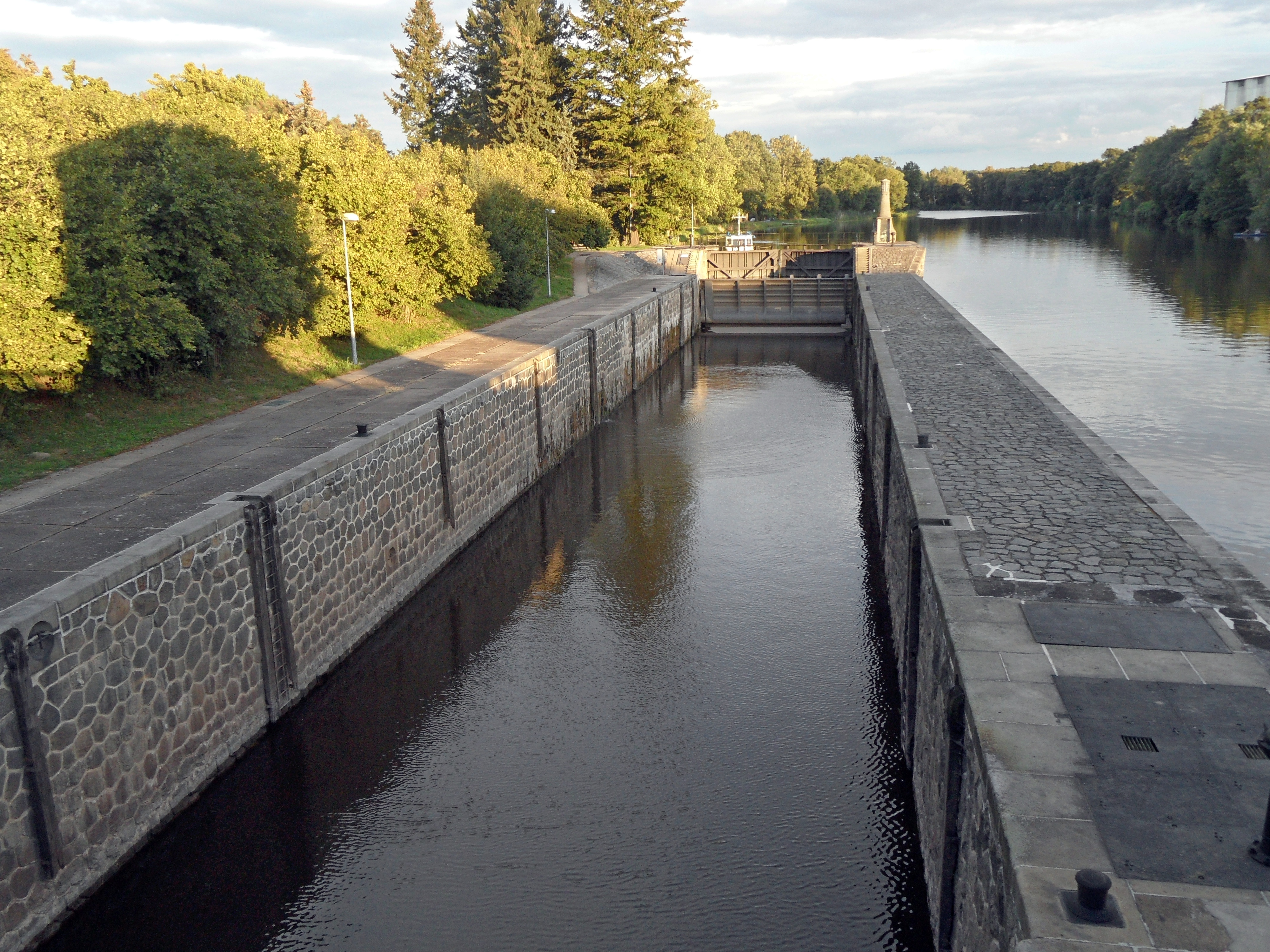
Plavební komora
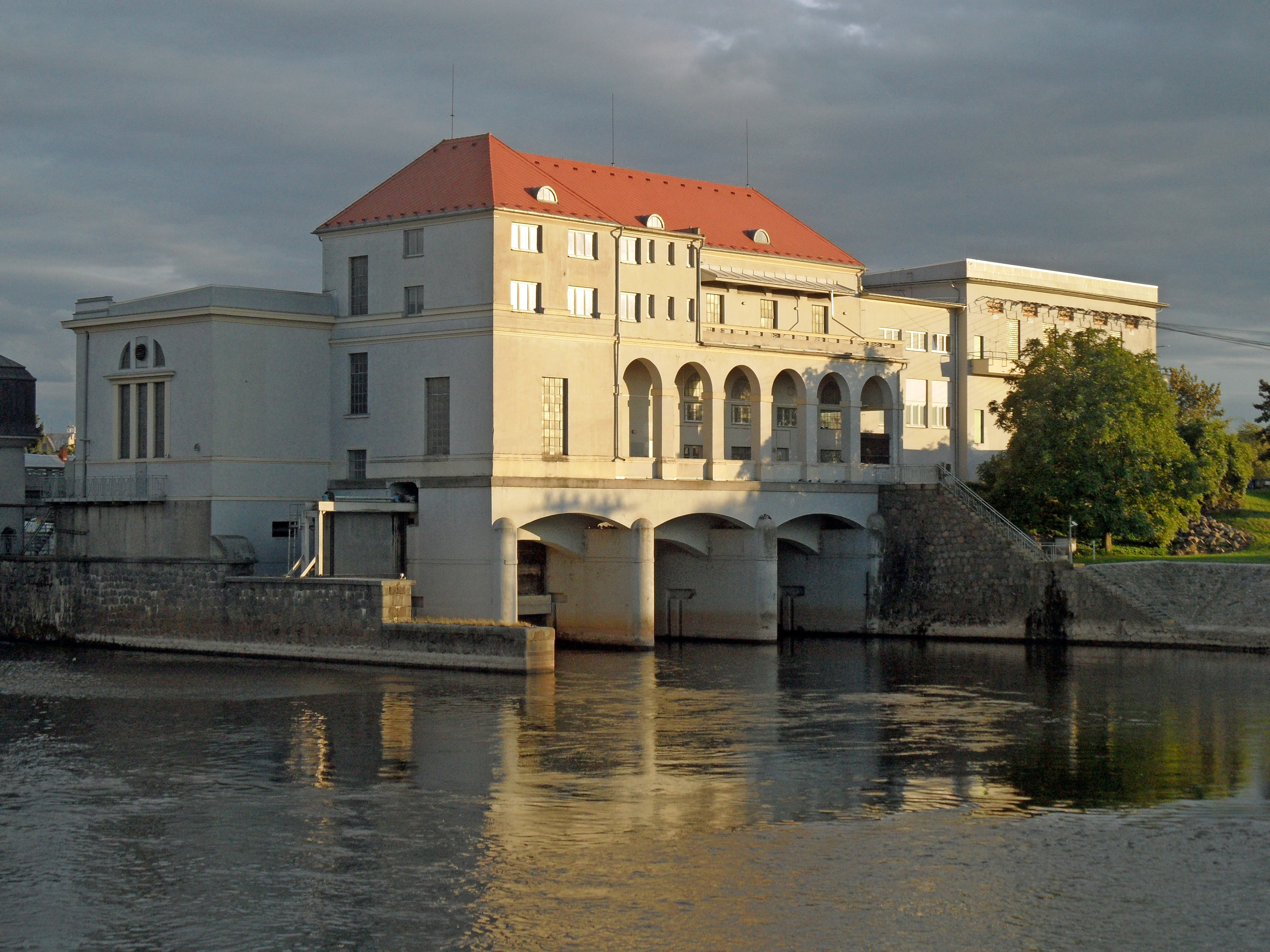
Budova, pohled proti proudu
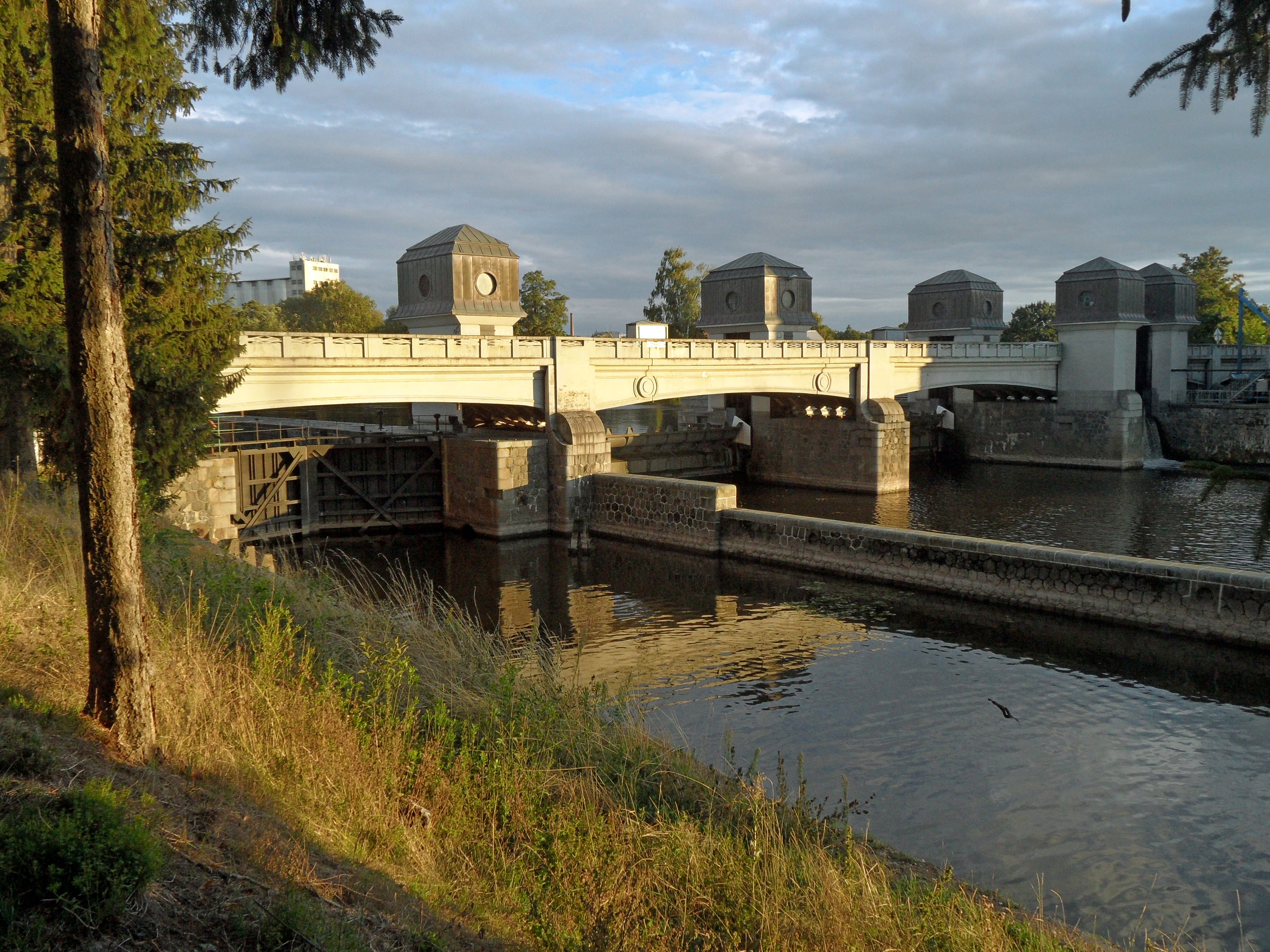
Most jako součást zdymadla
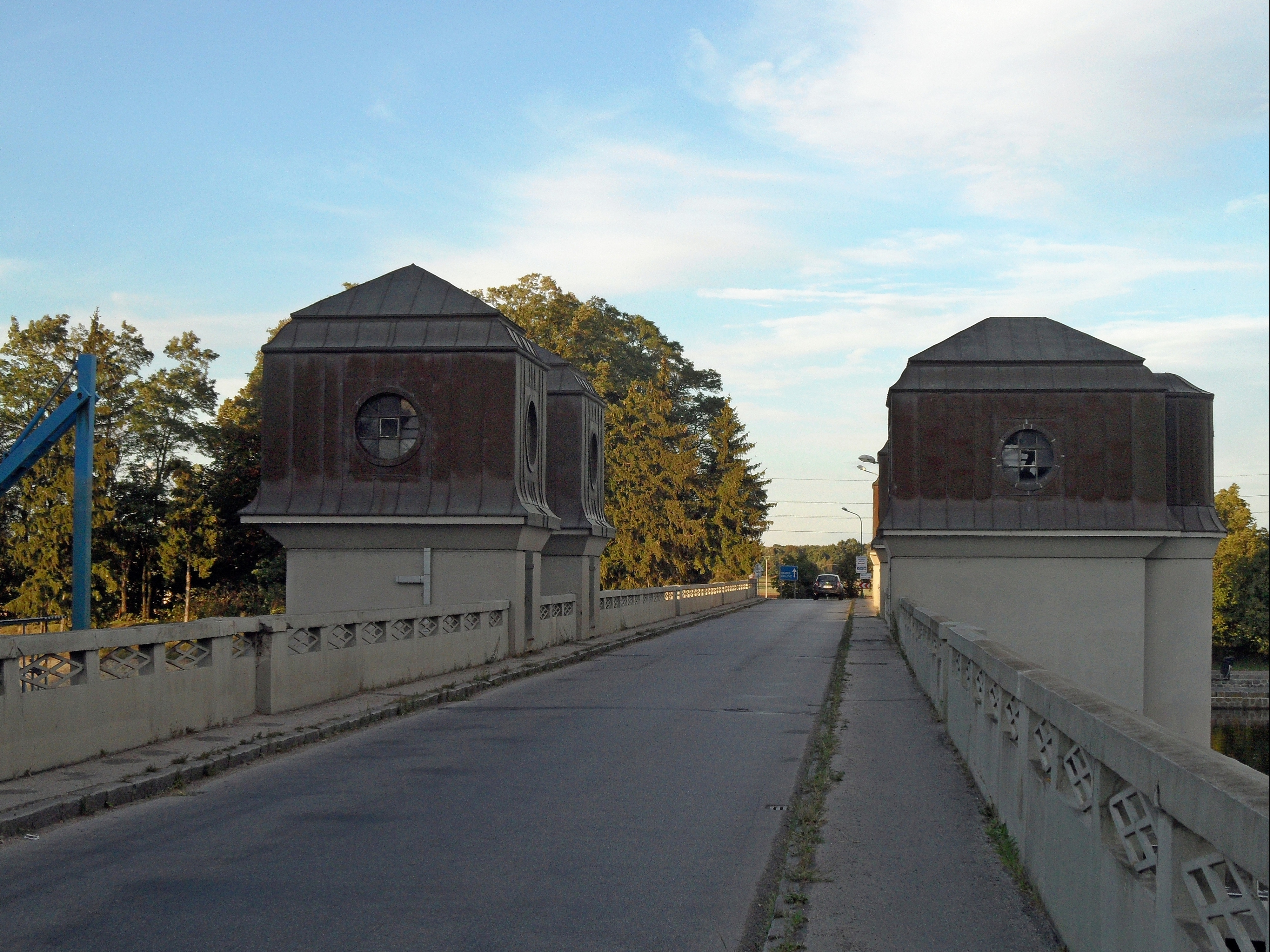
Most, směr Břehy